# Graciliparia
Graciliparia is een geslacht van rechtvleugeligen uit de familie Romaleidae. De wetenschappelijke naam van dit geslacht is voor het eerst geldig gepubliceerd in 1994 door Amédégnato & Poulain.

## Soorten
Het geslacht Graciliparia  is monotypisch en omvat slechts de volgende soort:
- Graciliparia shuara (Amédégnato & Poulain, 1994)